# 무성 경구개 내파음
무성 경구개 내파음(無聲硬口蓋內破音)은 자음의 하나로 경구개에서 조음되는 무성 내파음이다.
이 소리를 나타내는 국제 음성 문자의 기호는 ⟨ ʄ̊ ⟩ 또는 ⟨cʼ↓⟩이다. 전용 IPA 문자인 ⟨ƈ⟩는 1993년에 철회되었다.

## 같이 보기
- 유성 경구개 내파음